# Suttavibhanga
Das Suttavibhanga (Pali -vibhaṅga ‚Darlegung der Regeln‘) ist das erste Buch des Vinaya Pitaka des Theravada.  Es ist ein Kommentar zu den Regeln der Gemeinschaft (Patimokkha). Zu jeder Regel wird mit einer Erzählung dargelegt, warum der Buddha sie aufstellte, gefolgt von Erklärungen. Es enthält außerdem noch Erzählungen, die als „juristische Präzedenzfälle“ angesehen werden.
Das Suttavibhanga ist in zwei Teile geteilt: Das Mahā Vibhanga  enthält die monastischen Regeln für die Mönche, das Bikkhunī Vibhanga die monastischen Regeln für die Nonnen.

## Mahā Vibhanga
- Pārājikā-dhammā, 4 Regeln deren Nichteinhaltung „zu Fall bringt“. Nach traditionellem Verständnis kann der Regelbrecher in seinem Leben niemals mehr Mönch werden, obwohl er in den meisten Fällen noch Novize bleiben kann.
  - Zölibat – Die einführende Erzählung enthält einen Abschnitt in dem Sariputta den Buddha fragt, welche Lehren der früheren Buddhas lange erhalten blieben und warum. Der Buddha antwortete, dass die Lehren derjenigen Buddhas, die Wissen und moralische Disziplin lehrten, am längsten erhalten blieben. Die Regel gestattet einem Mönch den Orden zu verlassen, und in den Laienstand zurückzukehren. Wenn er dann die Regel „bricht“ hat das keine Auswirkung und er kann sich später wieder ordinieren.
  - Enthaltung vom Stehlen – In  Zusammenhang mit dieser Regel wird die Geschichte einiger Mönche erzählt, die gefangene Tiere aus den Fallen der Jäger befreiten.  Der Buddha erklärte sie für nicht schuldig.
  - Enthaltung vom Töten von Menschen
  - Enthaltung von Lügen oder unrealistischen Ansichten im Bezug auf die eigenen spirituellen Errungenschaften
- Sanghādisesā-dhammā, 13 Regeln über Vergehen, die auf einer Versammlung des Ordenskapitels beraten werden müssen. Der Regelbrecher bekommt eine Bewährungszeit, die solange dauert wie Zeit zwischen Regelbruch und dem Eingeständnis lag. Danach erfolgt eine fünftägige Manatta. Jetzt kann der Mönch rehabilitiert werden, jedoch nur wenn mindestens 20 Mönche zustimmen.
- Aniyatā-dhammā, 2 Regeln für Vorfälle, die in mehrere Kategorien fallen
- Nissaggiyā pācittiyā-dhammā, 30 Regeln deren Nichteinhaltung Sühne und das Aushändigen von auf unrechtmäßige Weise erlangten oder einbehaltenen Besitz erfordert.
- Pācittiyā-dhammā, 92 Regeln deren Nichteinhaltung Sühne erfordert. Das Pācittiyā-dhammā enthält im siebten Abschnitt zehn Vorschriften für den Umgang mit Tieren, die unter anderem das Töten von Tieren verbieten. Der zweite Abschnitt enthält Regeln für den respektvollen Umgang mit Pflanzen.
- Pāṭidesanīya-dhammā, 4 Regeln deren Nichteinhaltung „auf bestimmte Weise gestanden werden soll“
- Sekhiya-dhammā, 75 Regeln „in denen man sich schulen soll“
- Adhikaraṇasamatha-dhammā, 7 Regeln zur Schlichtung von Streitigkeiten

## Bikkhunī Vibhanga
Da viele der Regeln für die Mönche auch für die Nonnen gelten, werden sie im Suttavibhanga nicht generell wiederholt. Darum enthalten die Abschnitte mit den Regeln für die Nonnen manchmal weniger Regeln als am Anfang oder Ende des Abschnitts angegeben.
- Pārājika-dhammā, 4 von 8 Regeln deren Nichteinhaltung „zu Fall bringt“.
- Saṅghādisesa-dhammā, 10 von 17 Regeln deren Nichteinhaltung auf einer Versammlung des Ordenskapitels beraten werden muss.
- Nissaggiya Pācittiya-dhammā, 12 von 30 Regeln deren Nichteinhaltung Sühne und das Aushändigen von auf unrechtmäßige Weise erlangten oder einbehaltenen Besitz erfordert.
- Pācittiya-dhammā, 96 von 166 Regeln deren Nichteinhaltung Sühne erfordert.
- Pāṭidesanīya-dhammā, 8 Regeln deren Nichteinhaltung „auf bestimmte Weise gestanden werden soll“
- Sekhiya-dhammā, 75 Regeln „in denen man sich schulen soll“
- Adhikaraṇasamatha-dhammā, 7 Regeln zur Schlichtung von Streitigkeiten